# Calorimeter

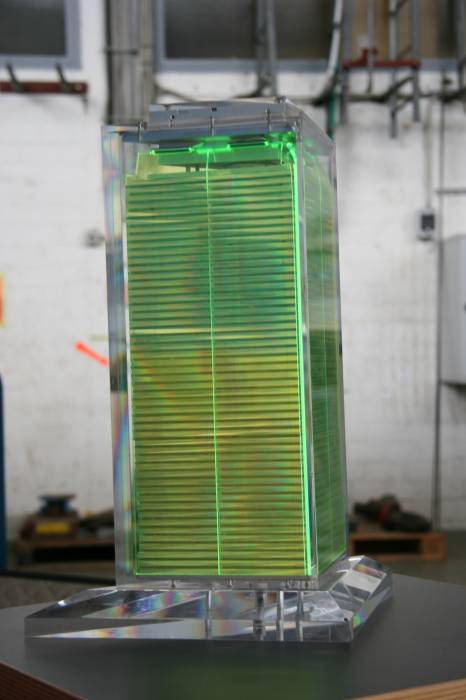
Calorimeter

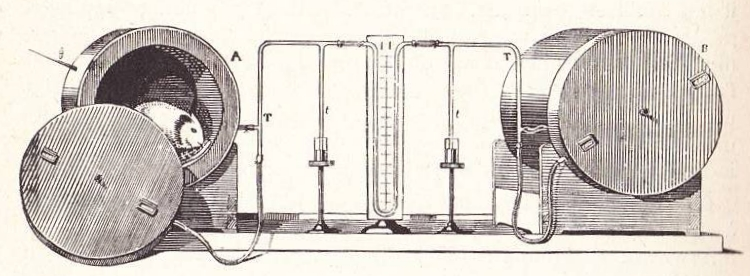
Calorimeter in 1884

Een calorimeter is een goed geïsoleerd vat waarmee de warmtecapaciteit van een voorwerp of vloeistof bepaald wordt. De naam verwijst naar calor (Latijn voor warmte) en niet naar de oude eenheid voor energie, de calorie. Het betekent dus meter van warmte. Anderzijds bestaat er ook een heel ander soort calorimeter, die gebruikt wordt voor detectie van elementaire deeltjes, om hun energie te meten.

## Methode
De warmtecapaciteit wordt bepaald door het voorwerp van onderzoek onder te dompelen in een vloeistof met bekende warmtecapaciteit en temperatuur. Het voorwerp moet een begintemperatuur hebben die verschilt van die van de vloeistof. Na een tijd zal er een evenwichtstemperatuur bereikt worden: het temperatuurverschil tussen de vloeistof en het voorwerp is dan verdwenen. Met deze gegevens kan men de warmtecapaciteit van het voorwerp bepalen uit de wet van behoud van energie, in dit speciale geval de wet van Black genoemd. Voor een vloeistof bestaat geen warmtecapaciteit, wel een soortelijke warmte.
Er wordt een onderscheid gemaakt tussen directe en indirecte calorimetrie.

## Microcalorimeter
Onder een microcalorimeter verstaat men een zeer gevoelige detector voor röntgenstraling. Hiermee kan de temperatuursverhoging ten gevolge van de absorptie van een enkel röntgenfoton gemeten worden en zo de energie van dit foton bepaald worden. Hiermee kan men een röntgenspectrum van een astronomische bron opnemen.
In Nederland ontwikkelde SRON zo'n detector volgens het principe dat in 1995 voor het eerst beschreven werd door de Amerikaanse natuurkundige Kent Irwin. Deze calorimeter is gebaseerd op een supergeleidende transition edge sensor (TES).